# Назарьево (городской округ Шаховская)
Назарьево — деревня в городском округе Шаховская Московской области.

## Население
| 1859 | 1926 | 2002 | 2006 | 2010 |
| ---- | ---- | ---- | ---- | ---- |
| 266  | ↗482 | ↘106 | ↗109 | ↗117 |

## География
Деревня расположена в восточной части округа, примерно в 9 км к востоку от райцентра Шаховская, у границы с Волоколамским районом, на левом берегу реки Колпяны (приток реки Ламы), у южной стороны автотрассы М9 (Новорижского шоссе), высота центра над уровнем моря 221 м. Ближайшие населённые пункты — Чухолово на юге и Курьяново, Волоколамского района, на востоке.
В деревне 4 улицы — Новая, Овражная, Старый Ряд и Центральная.
На трассе М9 останавливаются автобусы, следующие от Шаховской до Волоколамска, а иногда и до Москвы. Утром также заезжает автобус № 46.

## Исторические сведения
В 1769 году Назарьева — деревня Рахова стана Волоколамского уезда Московской губернии, владение Коллегии экономии (ранее — Возмицкого монастыря). К владению относилось 171 десятина 2100 саженей пашни, 1456 десятин 1835 саженей леса и сенного покоса и 9 десятин болот. В деревне 62 души.
В середине XIX века деревня Назарьево относилась к 1-му стану Волоколамского уезда и принадлежала графам Чернышевым-Кругликовым. В деревне было 29 дворов, крестьян 130 душ мужского пола и 128 душ женского.
В «Списке населённых мест» 1862 года Назарьево (Назариева) — владельческая деревня 1-го стана Волоколамского уезда Московской губернии по левую сторону Московского тракта, шедшего от границы Зубцовского уезда на город Волоколамск, в 15 верстах от уездного города, при речке Колпянке, с 35 дворами и 266 жителями (131 мужчина, 135 женщин).
По данным на 1890 год входила в состав Бухоловской волости Волоколамского уезда, число душ мужского пола составляло 134 человека.
В 1913 году — 77 дворов и земская больница.
По материалам Всесоюзной переписи населения 1926 года — центр Назарьевского сельсовета Бухоловской волости, проживало 482 человека (215 мужчин, 267 женщин), насчитывалось 95 хозяйств (94 крестьянских), имелась школа, а также больница, при которой проживало 37 человек (11 мужчин, 26 женщин) в 10 хозяйствах.
С 1929 года — населённый пункт в составе Шаховского района Московской области.
1994—2006 гг. — деревня Бухоловского сельского округа Шаховского района.
2006—2015 гг. — деревня сельского поселения Степаньковское Шаховского района.
2015 г. — н. в. — деревня городского округа Шаховская Московской области.